# Volvo L340
Volvo L340 — серия среднетоннажных грузовых автомобилей, выпускавшихся шведским автопроизводителем Volvo Trucks в 1950—1956 годах.

## История
Volvo L340, представленный в 1950 году, являлся дальнейшим развитием L201/202. Механические компоненты остались прежними, однако передняя часть была обновлена.

## Моторизация
Volvo L340 оснащён шестицилиндровым двигателем Volvo ED рабочим объёмом 3670 см3.
| Модель | Годы производства | Двигатель           | Объём    | Мощность | Топливная система |
| ------ | ----------------- | ------------------- | -------- | -------- | ----------------- |
| L340   | 1950—1956         | ED: (6-цилиндровый) | 3670 см³ | 90 л. с. | Карбюратор        |